# Espgaluda
Espgaluda est un shoot 'em up développé par Cave paru en 2003 sur borne d'arcade.

## Système de jeu
- Le premier bouton est assez classique : appuis répétés pour un tir simple, un appui long pour un tir plus concentré et des mouvements plus lent du personnage.
- Le deuxième bouton sert à activer / désactiver le mode kakusei. Ce mode consomme les gemmes vertes glanés en détruisant les ennemis. Lorsque ce mode est activé et que le nombre de gemmes vertes est supérieur à 0, alors tous les ennemis (et leur tirs) sont ralentis. La destruction d'un ennemi fera aussi disparaître les tirs qu'il a produit. Dans ce mode, si l'on se fait toucher, une auto-bombe se déclenche automatiquement mais consommera 50% de la jauge d'énergie. Par contre, une fois les gemmes vertes arrivés à 0, tout s'accélère : C'est ce qu'on appelle l'over-mode.
- Le troisième bouton sert à déclencher la bombe. Plus on laisse le bouton appuyé longtemps et plus on concentre de l'énergie pour lancer une vague dévastatrice. Mais attention, cela consomme fortement la barre verte d'énergie présente en bas de l'écran. À noter qu'en mode kakusei, une collision ne vous coûtera pas directement une vie, mais déclenchera une bombe consommant une demi-barre d'énergie.
- Le quatrième bouton est un auto-fire du premier bouton. Celui-ci n'est pas indiqué dans le manuel de la PCB arcade mais il est bien fonctionnel.

## Équipe de développement
- Producteur : Kenichi Takano
- Directeur : Tsuneki Ikeda
- Design des stages et des personnages : Kado Tukasa (Yuji Sakabon)
- Programmeurs : Tsuneki Ikeda, Takashi Ichimura
- Designers : Akira Wakabayashi, Hiroyuki Tanaka, Hideki Nomura, Kengo Arai
- Voix des personnages :
  - Ageha Male : Yutaka Koizumi　(小泉豊)
  - Ageha Female : Iho Matsukubo（松久保維穂)
  - Tateha Female : Sakuri Nagayama （永山悟久梨）
  - Tateha Male : Yuko Gibu （儀武祐子）
  - Seseri : Yoshimi Ninomiya （二宮圭美）
  - Jakou : Hiroshi Yamasaki （山崎大志）
  - System : Ai Hiwasa （日和佐愛）
- Producteur musique : Toshiaki Tomizawa
- Créateurs des sons : Neptune, Reeb, T-FORCE
- Assistants spéciaux : Satoshi Kouyama, Yasushi Imai, AMI ALL STAFFS